# Château de Mantoche
Le château de Mantoche est un château situé à Mantoche, en France.

## Localisation
Le château est situé sur la commune de Mantoche, dans le département français de la Haute-Saône.

## Historique
L'édifice est inscrit au titre des monuments historiques en 1997.
Un château existait à cet emplacement avant 1600. Il fut remanié dans le premier quart du 17e siècle, puis subit des travaux importants au 18e siècle, notamment l'agrandissement de l'aile sud (première moitié du 18e siècle). L'aile nord a été construite vers 1770. Le château conserve un ensemble de décors du 18e siècle : lambris, parquets, cheminées...